# 최원권
최원권 (崔源權, 1981년 11월 8일 ~ )은 대한민국의 전 축구 선수로 현역 시절 FC 서울, 제주 유나이티드, 대구 FC 등에서 오른쪽 풀백으로 활약했으며 현재 탄호아 FC 감독이다.

## 개요
서울 출생으로 동북중학교, 동북고등학교를 졸업하였다. 비슷한 외모로 인하여 '보거스는 내 친구'의 캐릭터인 '보거스'라는 별명이 붙었다.

## 클럽 경력

### FC 서울
2000년 안양 LG 치타스 (현 FC 서울)에 입단하여 K리그에 데뷔했으나, 그 해 아디다스 컵을 포함하여 4경기를 뛰는데 그쳤고, 2001년에서야 리그에서 14경기를 뛰며 경기 출전횟수를 늘리기 시작하였다. 주로 윙어로 활약하였으나 풀백으로 주 포지션을 변경하여, 2001년 K-리그 준우승, 2002년 아시안 클럽 챔피언십 준우승에 공헌하였다. 2004년 안양 LG 치타스가 서울특별시로 연고를 이전하고 구단 명칭을 변경한 FC 서울에서 계속 활약하였다. 2006년 3월 25일 제주 유나이티드 FC와의 원정 경기에서는 자신의 프로 통산 첫 어시스트 해트트릭을 기록하기도 하였고, 2008년 K리그 준우승에 공헌하였다.

### 광주 상무 불사조
2008년 12월 22일 광주 상무에 입대했다. 상무에서는 주 포지션인 풀백 역할뿐만 아니라 중앙 미드필더로도 뛰며 멀티 플레이어로서 활약하였다.

### 제주 유나이티드 FC
상무에서 제대한 후 제주 유나이티드 FC로 이적했으며, 2012 시즌을 앞두고 주장으로 선임되었다.

### 대구 FC
2013년 여름 이적 시장에서 이진호와 맞임대로 대구 FC에 임대되었다.
2014년에 경주 한국수력원자력 축구단으로 이적하며 잠시 내셔널리그에서 뛰다가, 반년 만에 대구 FC로 다시 이적하며 은퇴할 때까지 대구 FC에서 몸담았다.
2016년에는 플레잉 코치를 맡았다.

### 국가대표팀 경력
2004년 하계 올림픽에 참가하여, 대한민국의 8강 진출을 이끌었다. 2003년 12월 4일 동아시아 축구선수권대회에서 홍콩과의 경기로 A매치 데뷔전을 치렀다.

### 지도자 경력
2016 시즌을 마감하고 현역에서 은퇴한 후, 대구 FC의 코치로 선임됐다.
2021년부터 대구 FC의 수석코치로 승격되었다.
2022년에는 알렉산드레 가마 감독이 시즌 중 성적 부진으로 사퇴하자, 잔여 기간 동안 감독 대행을 맡아 대구 FC의 K리그1 잔류에 기여했다. 당시 최원권은 P급 자격이 없었는데, 때마침 월드컵 대비로 K리그가 일찍 종료된다는 점을 감안해 AFC와 프로축구연맹이 60일로 한정된 비P급 라이선스 지도자의 대행 지도 기간을 잔여 시즌 동안 맡도록 하는 유권 해석을 받아서 지휘했다.
성남 FC와 치른 정규리그 마지막 경기를 마친 후 기자회견에서 P급 자격 강습회를 신청했다고 밝혔고, 2022년 11월 7일에 발표된 P급 강습회 명단에 들면서 김두현, 김진규, 김한윤, 안정환, 차두리 등과 함께 2023년부터 P급 자격 강습회에 참가하게 됐다. 또한 같은 날 대구 FC의 정식 감독으로 승격됐다.
2023년에는 대구 FC를 K리그1 파이널 A에 잔류시키며 그럭저럭 성과를 냈으나, 2024년에는 시즌 초 K리그1 7경기 1승에 그쳤다. 결정적으로 2024년 4월 17일 DGB대구은행파크에서 열린 충북 청주 FC와의 코리아컵 경기에서 역전패하며 여론이 악화되었고, 결국 2024년 4월 19일에 사퇴했다. 정선호 코치가 감독 대행을 맡아 1경기를 치렀고, 후임 감독으로 박창현이 선임됐다.
대구 FC에서 물러나자마자 곧바로 김상식 감독의 부름을 받아 베트남 축구 국가대표팀의 수석코치로 자리를 옮겼다.

## 수상 내역

### 클럽

#### 안양 LG 치타스/FC 서울
- K리그 우승 1회 (2000년)
- K리그 준우승 2회 (2001년), (2002년)
- 슈퍼컵 우승 1회 (2001년)
- 리그컵 우승 1회 (2001년)
- 아시아 클럽 챔피언십 준우승 1회 (2002년)

## 같이 보기
- 대한민국 축구 국가대표팀